# 신불도

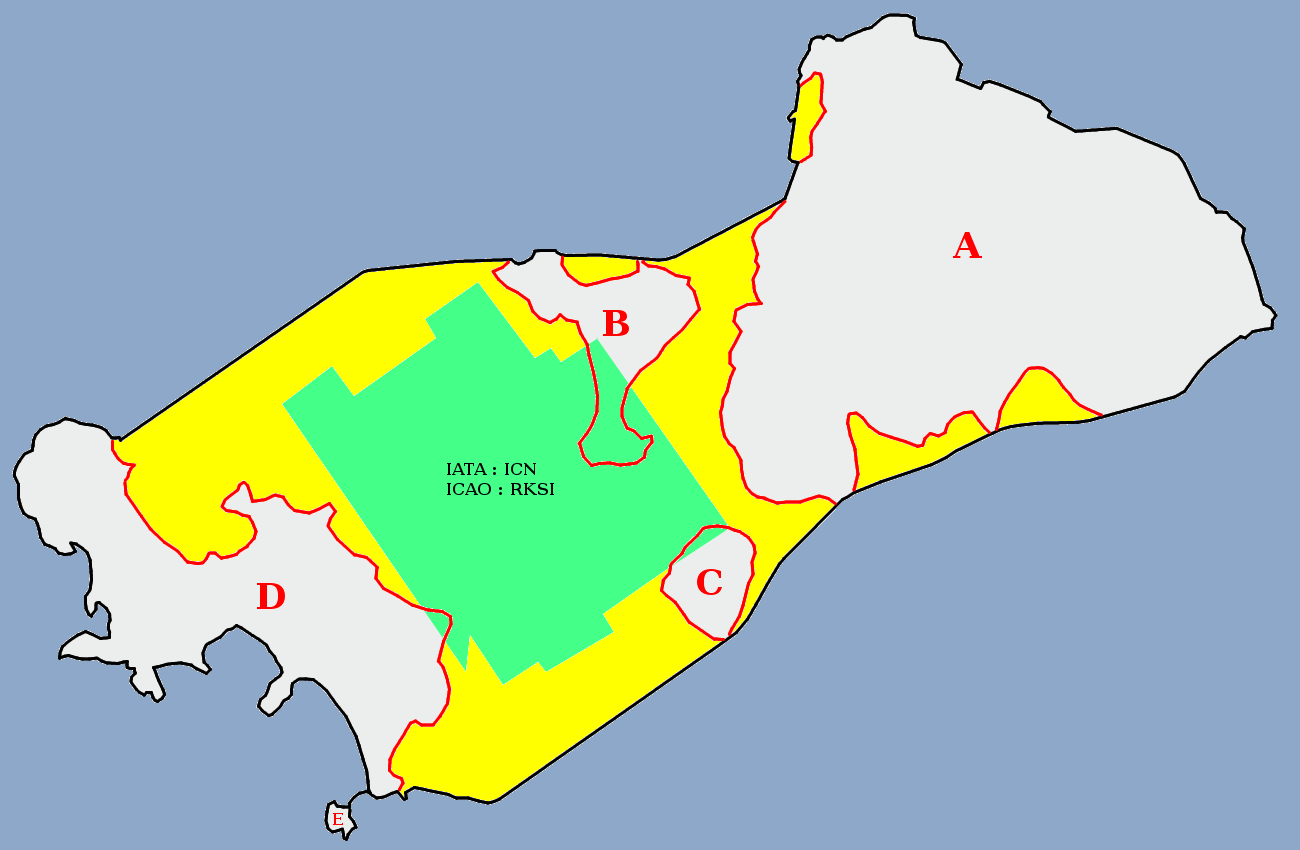
A: 영종도, B: 삼목도, C: 신불도, D: 용유도, 황색: 간척지, 녹색: 인천공항

신불도(薪佛島)는 인천광역시 중구에 위치한 섬이었다. 인천국제공항을 건설하면서 영종도·용유도·삼목도와 함께 하나의 섬으로 합쳐졌다.